# A braccia aperte (film)
A braccia aperte (John Goldfarb, Please Come Home!) è un film statunitense del 1965 diretto da J. Lee Thompson.
È un film commedia basato sul romanzo John Goldfarb, Please Come Home di William Peter Blatty del 1963 con protagonisti Shirley MacLaine, Peter Ustinov e Richard Crenna.

## Trama
L'ambasciatore statunitense John Goldfarb viene cacciato dal regno di Fawz a seguito di un incidente. Toccherà alla giornalista Jenny Ericson, che doveva fare un servizio sull'harem del sultano per il suo giornale, cercare di risolvere il problema, con l'aiuto di un pilota poco affidabile e del principe Ammud.

## Produzione
Il film, diretto da J. Lee Thompson su una sceneggiatura di William Peter Blatty, fu prodotto da J. Lee Thompson e Steve Parker per Orchard Productions, Steve Parker Productions e Twentieth Century Fox Film Corporation e girato nei 20th Century Fox Studios a Century City e nella Edwards Air Force Base in California con un budget stimato in 4 milioni di dollari.

## Distribuzione
Il film fu distribuito negli Stati Uniti dal 24 marzo 1965 al cinema dalla Twentieth Century Fox e sulla ABC nel 1968 in televisione.
Alcune delle uscite internazionali sono state:
- in Francia il 26 marzo 1965 (L'encombrant Monsieur John)
- in Germania Ovest il 30 marzo 1965
- in Finlandia il 30 aprile 1965
- in Svezia il 10 maggio 1965
- in Danimarca il 24 maggio 1965 (Han, hun og haremet)
- nel Regno Unito il 26 luglio 1965
- in Spagna il 18 ottobre 1965 (Madrid) (Un yanki en el harén)
- in Finlandia (Hälytys haaremissa)
- in Grecia (I Shirley kai to haremi tis)
- in Polonia (Johnie Goldfarb, prosze do domu!)
- in Italia (A braccia aperte)

## Promozione
La tagline è: "It's the happiest, wackiest, zaniest comedy you'll ever see!".

## Critica
Secondo il Morandini
il film è "una farsa esotica confezionata con mano greve" e risulta uno dei passi falsi dell'intera carriera di Shirley MacLaine.